# Gelbsteiß-Blattohrmaus
Die im westlichen Südamerika verbreitete Gelbsteiß-Blattohrmaus (Phyllotis xanthopygus) zählt zur Gattung der Blattohrmäuse. Die Population wurde bis in die 1980er Jahre als Form der Darwin-Blattohrmaus betrachtet. Aufgrund genetischer Abweichungen wird sie als Art geführt. Von den im Jahr 2005 als Synonyme gelisteten Formen könnten einige in Zukunft Artstatus erhalten. Der Artzusatz ist aus den altgriechischen Silben xanth (gelb) und pyg (Hinterteil) zusammengesetzt und in eine lateinische Form umgesetzt.

## Merkmale
Für ein mausähnliches Tier ist die Art mit einer Gesamtlänge von durchschnittlich 242 mm, inklusive eines 120 mm langen Schwanzes recht groß. Die größten Exemplare aus Argentinien wogen bis zu 55 g. Es kommen etwa 29 mm lange Hinterfüße und um 25,5 mm lange Ohren vor. Wie bei anderen Gattungsmitgliedern, jedoch im Gegensatz zu ähnlichen Gattungen der Region, wie Großohrmäuse (Auliscomys) und Loxodontomys, ist an der Schwanzspitze eine Quaste vorhanden. Ohne genauere Betrachtung kann die Gelbsteiß-Blattohrmaus mit einem Vertreter der Neuweltfeldratten (Graomys) verwechselt werden. Letztere besitzen jedoch einen Schwanz, der immer länger oder gleich lang ist, wie Kopf und Rumpf zusammen. Außerdem hat dieses Nagetier Haare, die an den Wurzeln grau sind, während Haare der Neuweltfeldratten eine weiße Basis besitzen. Verglichen mit der Lima-Blattohrmaus (Phyllotis limatus) sind die Schneidezähne bei dieser Art schmal und die Schwanzspitze ist gewöhnlich nicht weiß.
Die Haarspitzen sind oberseits dunkler, was eine graubraune Fellfarbe erzeugt. Auf dem Rücken besitzen einige Haare des langen und weichen Fells schwarze Spitzen. Typisch ist die namensgebende Region um den Schwanzansatz, die gelbbraun, bis hell orangebraun gefärbt ist. Unterseits kommen eine violettschwarze Unterwolle und graubraune bis gelbbraune Deckhaare vor. Die fast nackten Ohren besitzen nur wenige Pigmente. Markant ist die Zweiteilung des Schwanzes in eine dunkle Oberseite und eine weiße Unterseite. Auf den Oberseiten der Pfoten sind wenige weiße Haare vorhanden und die Sohlen tragen nur kurze Haare an der Ferse. Je nach Jahreszeit gibt es unterschiedliche Farbvarianten. Von den paarig angeordneten Zitzen der Weibchen liegen vier auf der Brust und vier im Leistenbereich. Der diploide Chromosomensatz besteht aus 70 Chromosomen (2n=70).

## Verbreitung

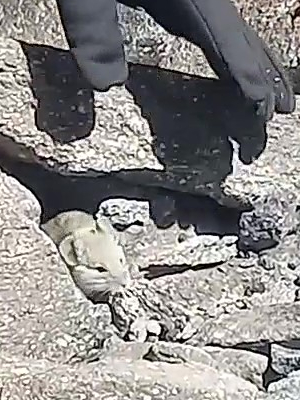
Die nahe verwandte Art Phyllotis vaccarum, die früher als Synonym dieser Art galt, erreicht auf dem Vulkan Llullaillaco 6739 Metern Höhe

Das Verbreitungsgebiet erstreckt sich entlang der Anden vom Mittleren Peru über das westliche Bolivien, westliche Argentinien und östliche Chile bis in den Süden von Patagonien. Dieses Nagetier lebt im Flachland und in sehr hohen Lagen bis 5600 Meter Höhe. Es hält sich in unterschiedlichen Landschaften auf, wie Wälder mit Bäumen der Gattung Polylepis, Sümpfe, Strauchflächen, Grasländer, die Hochlandsteppe Altiplano, Kulturland und felsige Regionen mit wenig Bewuchs. Die Individuen wärmen sich in hohen Lagen an vulkanischen Dämpfen.

## Lebensweise
Die Gelbsteiß-Blattohrmaus teilt ihr Revier je nach Verbreitung mit einer Reihe von anderen Gattungsvertretern. Weiterhin wurden die Olivbraune Andenfeldmaus, die Anden-Feldmaus (Abrothrix andinus), die Patagonien-Feldmaus (Akodon iniscatus), die Patagonische Hochland-Wüstenmaus (Eligmodontia morgani), die Gewöhnliche Neuweltfeldratte (Graomys griseoflavus) und weitere Wühler im gleichen Umfeld dokumentiert. Eine Abnahme der Anden-Feldmaus-Population kommt dieser Art zugute. Die Nahrung besteht aus Früchten, Pflanzensamen, Kräutern und Insekten, wobei die Zusammensetzung je nach Population und Studie variiert. Ein Vulkanausbruch führt bei der Gelbsteiß-Blattohrmaus an nicht beschädigten Hängen zur Steigerung der Populationsdichte.
Vermutlich zählt die Art zur Beute von Raubtieren wie Andenfüchsen der Gattung Lycalopex, dem Patagonische Wiesel, Weißrüsselskunks, Grisons, Pardelkatzen, Pumas und Mardern der Gattung Neogale. Auch die Patagonische Beutelratte ist als Räuber bekannt und fängt wahrscheinlich Jungtiere und kleine Erwachsene. Andere mögliche Feinde sind Eulen der Gruppen Schleiereulen, Uhus und der Kaninchenkauz. Einzelne Exemplare dieses Nagetiers können Teile des Schwanzes verlieren. Eine weitere Verteidigungstaktik ist die Aktivität zur Nachtzeit.
Mammalian Species macht keine Angaben zur Fortpflanzung.

## Gefährdung
Aufgrund fehlender Bedrohungen und einer stabilen Gesamtpopulation listet die IUCN die Gelbsteiß-Blattohrmaus als nicht gefährdet (least concern).